# Luigi Serra
Luigi Serra (Bologna, 8 giugno 1846 – Bologna, 11 luglio 1888) è stato un pittore italiano.

## Biografia

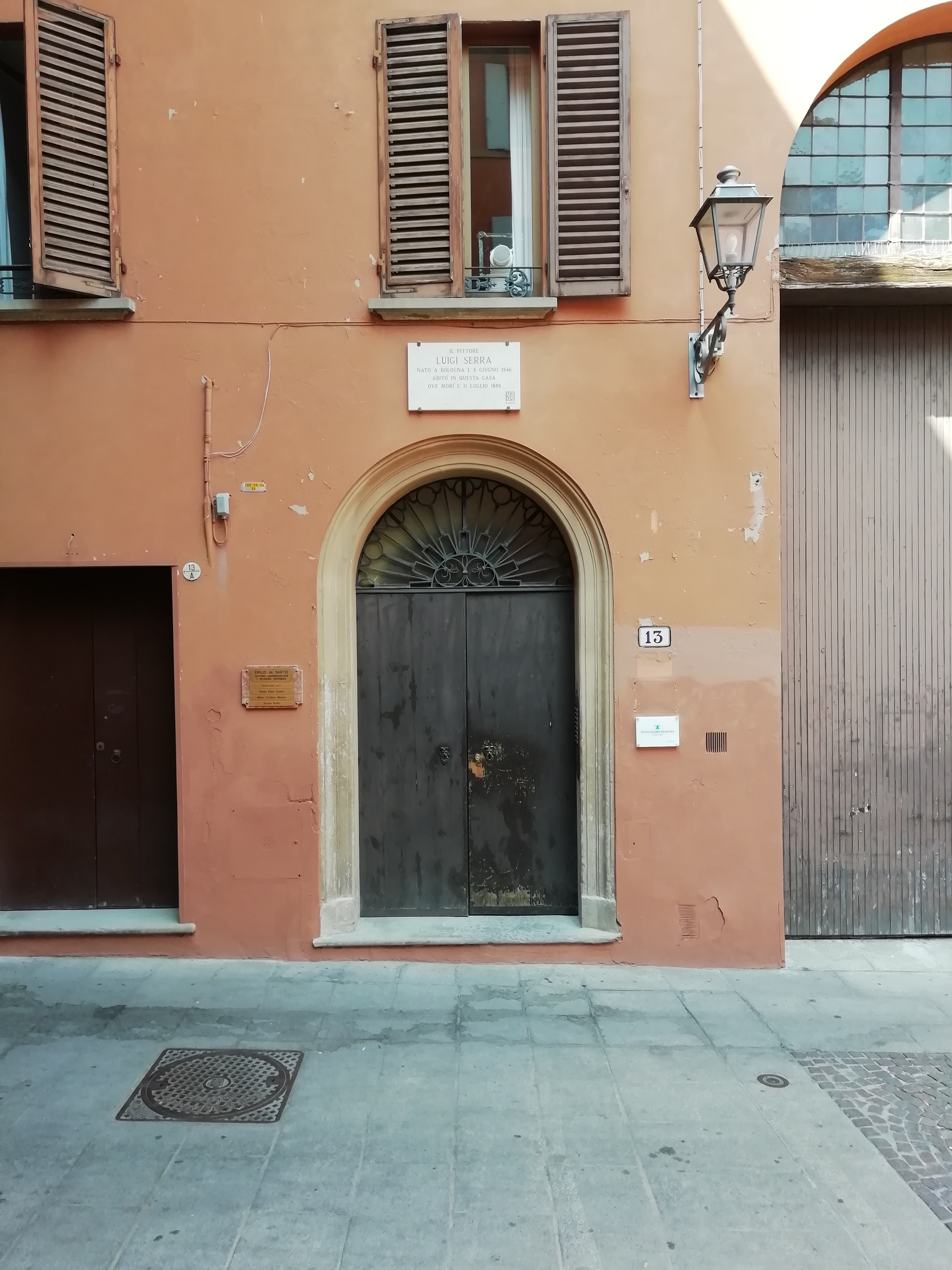
Casa in cui visse Luigi Serra a Bologna

Nato a Bologna nel 1846, Luigi Serra è ammesso al Collegio Venturoli nel 1858, dove è allievo di Gaetano Serrazanetti e Luigi Busi. Dal 1863 completa la sua formazione all'Accademia di Belle Arti di Bologna sotto la guida di Antonio Puccinelli, Giulio Cesare Ferrari e Salvino Salvini. Risale al 1866 il suo primo viaggio di studio che lo portò a Firenze, dove si trattenne per sei anni specializzandosi nel Quattrocento toscano.
Alla successiva breve parentesi romana (1869-1870), durante la quale realizzò Annibale Bentivoglio prigioniero nel castello di Varano, seguì il ritorno a Bologna. In rappresentanza della Società degli artisti e studenti Belle Arti partecipò al Consiglio direttivo della Lega bolognese per l'istruzione del popolo, presieduta da Giosuè Carducci e Raffaele Belluzzi, a cui sarà legato da profonda amicizia. Tra i progetti presentati dalla Lega era quello di una scuola professionale di disegno per le operaie: la scuola fu aperta nel 1873 e l'insegnamento fu affidato, fra gli altri, a Serra.

Nello stesso anno il pittore fu a Vienna insieme agli amici Raffaele Faccioli, Mario de Maria e Giovanni Bedini, per visitare l'Esposizione universale; l'anno dopo, 1874, si recò a Torino per conoscere gli artisti torinesi e le opere di arte contemporanea del locale Museo civico. Prima di stabilirsi a Roma nel 1877, trascorse due anni a Venezia per studiare le opere dei maestri del XV e XVI secolo.
In questi anni di viaggi Serra trovò l'ispirazione per realizzare Il suonatore di flauto, Il bacio non restituito, Michelangelo al letto del suo servo morente Urbino, Conciastoviglie, Al Monte di Pietà e Allegoria delle Arti per il sipario del teatro di Fabriano.
Anche il periodo trascorso a Roma fu denso di importanti commissioni: L'entrata dell'esercito cattolico a Praga nell'abside della Chiesa di Santa Maria della Vittoria e, collegate a quest'opera, Le monache al coro e L'organista della Vittoria.

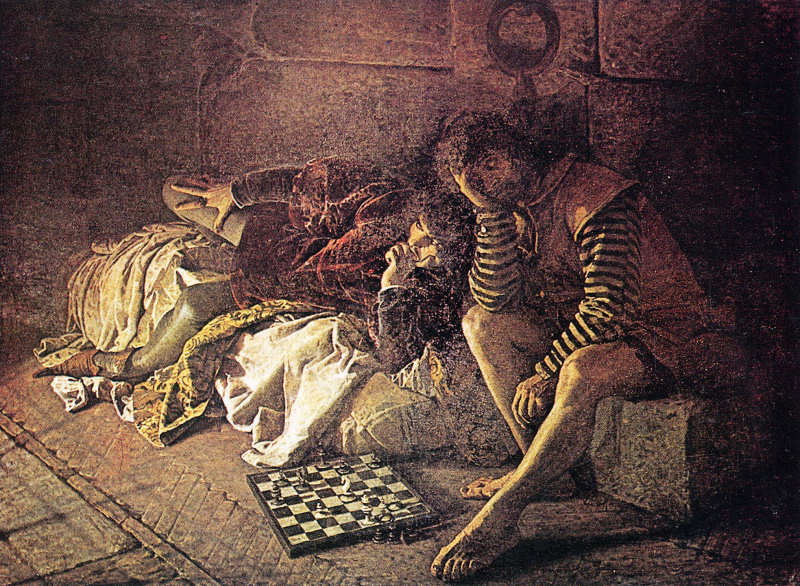
Annibale Bentivoglio prigioniero nel castello di Varano (1869)

Nel 1880 Serra è di nuovo a Bologna per assistere ai lavori del Congresso delle società operaie italiane tenutosi nel palazzo dell'Archiginnasio dal 31 ottobre al 3 novembre. L'anno seguente fu nominato accademico corrispondente della Regia Accademia di Belle Arti di Bologna.
Dopo una sosta a Fabriano alla fine del 1880 per eseguire le figure allegoriche da inserire nel soffitto del teatro, fu di nuovo a Roma. I primi quattro anni del secondo soggiorno romano furono forieri di grandi delusioni: dal concorso per la decorazione della Sala gialla del Senato, perso nonostante il grande impegno profuso, al rifiuto da parte dei committenti del dipinto L'apparizione della Vergine ai SS. Francesco e Bonaventura, acquistato poi dall'amico Enrico Guizzardi; dal mancato affidamento della realizzazione delle stazioni della Via Crucis per la chiesa torinese di San Gioacchino, al rifiuto da parte dei committenti del Ritratto della signora Deserti.
Nel 1885 Serra concluse I coronari e nel 1886 Irnerio che glossa le antiche leggi per il soffitto della sala consigliare della Provincia di Bologna, che allora aveva sede presso Palazzo d’Accursio. Del 1888 sono il Ritratto della signora Enrica Merlani e gli studi per San Giovanni Nepomuceno, opera rimasta incompiuta per la prematura morte dell'artista.
Nel 1888, Luigi Serra muore prematuramente a 42 anni.
Serra affiancò all'attività artistica quella di corrispondente per giornali e riviste. Tra il 1882 e il 1883 iniziò a collaborare con la rivista Cronaca Bizantina; inviò articoli e contributi anche ai periodici Sul Corso, Corriere di Roma, Salotti romani e Blasoni romani. Scriveva di arti figurative, cronache mondane, spettacoli teatrali e politica.
Presso la Biblioteca comunale dell'Archiginnasio è il nucleo documentario denominato fondo speciale Luigi Serra, che comprende una parte dell'archivio personale dell'artista, le lettere inviate da Serra alla madre e da lei conservate, e i materiali posteriori alla morte di Serra appartenuti all'amico Guizzardi.